# Амурский газоперерабатывающий завод

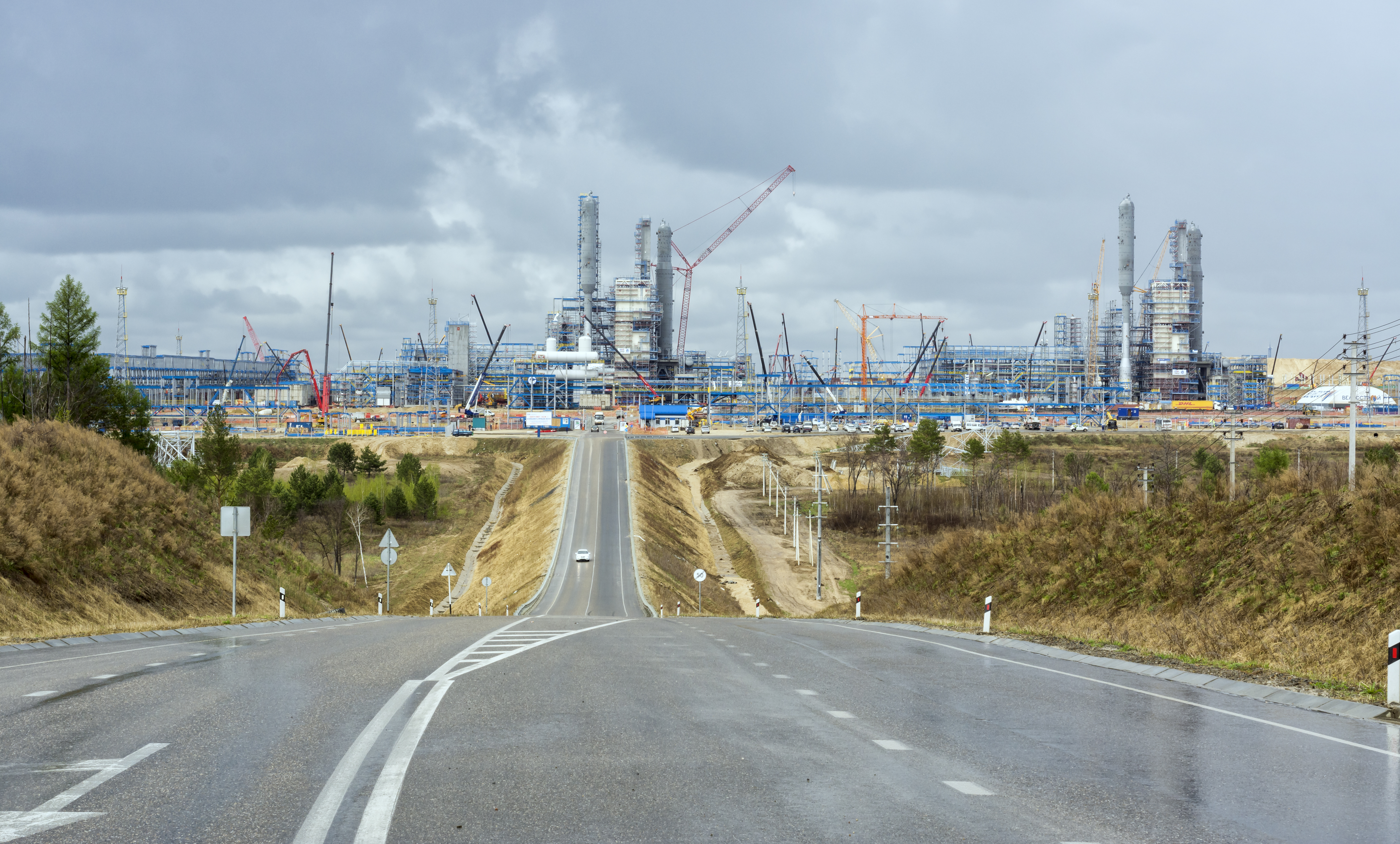
Амурский газоперерабатывающий завод в ходе строительства

Аму́рский газоперераба́тывающий завод (Амурский ГПЗ) — газоперерабатывающее предприятие возле города Свободный Амурской области России. Проект принадлежит Газпрому. Запуск завода состоялся 9 июня 2021 года.
Завод специализируется на извлечении из природного газа сопутствующих метану газов: этана, пропана, бутана и других более тяжелых фракций углеводородов, а также гелия, который поступает на гелиевый хаб во Владивостоке. Предполагается, что после выхода на полную мощность Амурский ГПЗ станет вторым по объёму переработки природного газа (42 млрд м³ в год) и крупнейшим в мире по производству гелия (до 60 млн м³ в год).
В непосредственной близости от ГПЗ в августе 2020 года компания СИБУР начала строительство Амурского газохимического комплекса (АГХК) для переработки этана в этилен и полиэтилен, а также синтеза полипропилена из сырья Амурского ГПЗ.

## Описание
Природный газ, перерабатываемый предприятием, поставляется в Китай по газопроводу «Сила Сибири».
Снабжение завода природным газом осуществляется с осваиваемых Газпромом Чаяндинского и Ковыктинского месторождений.

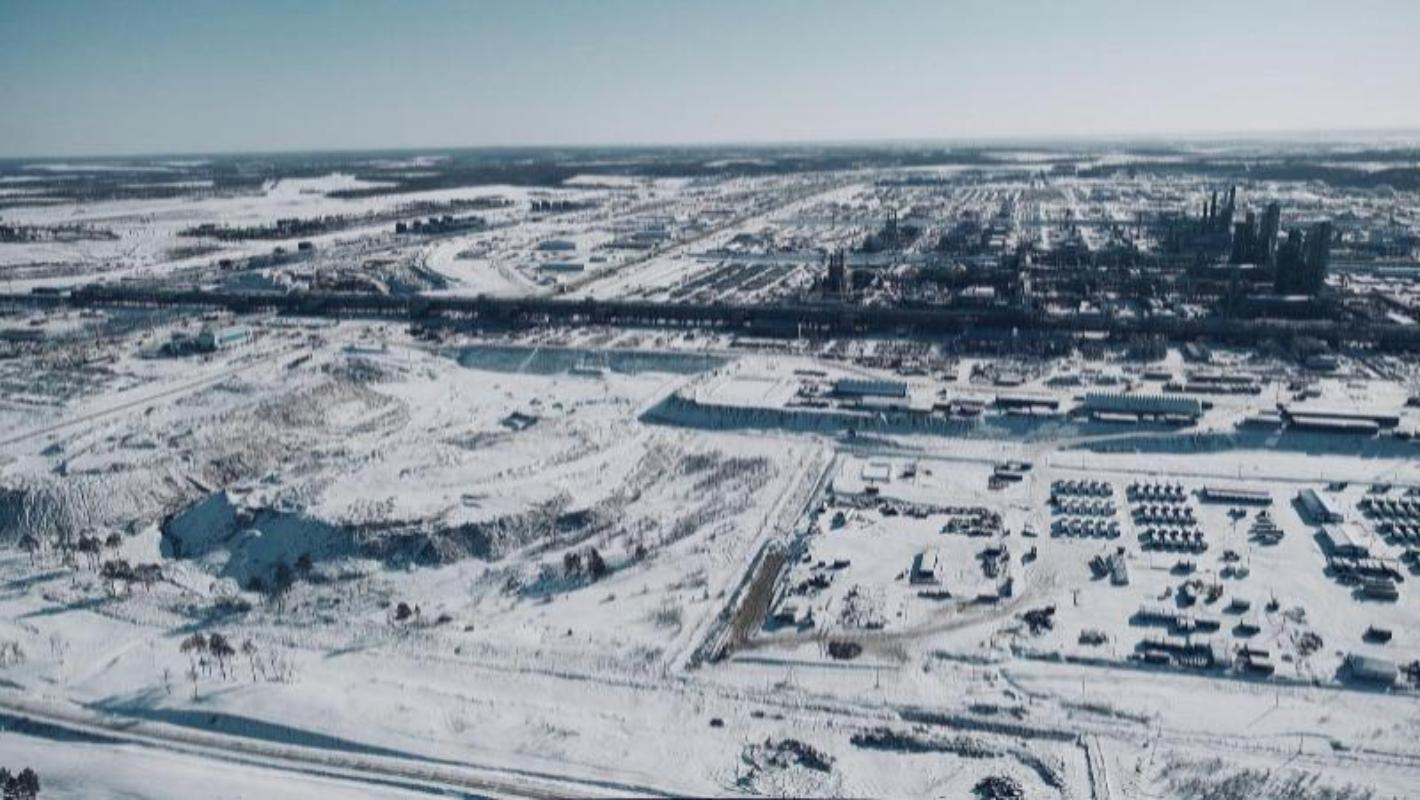
Амурский газоперерабатывающий завод. Вид сверху

Проект принадлежит компании «Газпром», которая инвестирует в строительство треть от общего объёма средств. Остальное приходится на долю российских, китайских и европейских кредиторов.
Общий бюджет составляет 19 млрд евро. По состоянию на декабрь 2019 в рамках проектного финансирования на строительство завода Газпромом были получены 786 млрд рублей от европейских, китайских, японских и российских кредитных организаций.
Амурский ГПЗ будет состоять из шести технологических линий.
Проектная мощность завода — 42 млрд м³ газа в год.
Планируемое производство этана — около 2,5 млн тонн в год, пропана — около 1 млн тонн, бутана — около 500 тыс. тонн, пентан-гексановой фракции — около 200 тыс. тонн, гелия — до 60 млн куб. м. При этом планом строительства предусмотрены резервные территории для размещения двух дополнительных технологических линий, способных увеличить объём готовой продукции до 56 млрд[что?].
Количество рабочих мест — около 3000. Площадь завода — 800 га.
Завод планируется оснастить системой строгого экологического контроля, которая будет отслеживать состав промышленных выбросов, загазованность атмосферы, уровень шума и радиации, а также качество очистки сточных вод — все стоки предполагается очищать до рыбохозяйственных нормативов.
Помимо самого завода в планах создание сопутствующей инфраструктуры: подъездных дорог, причала на реке Зее, железнодорожных коммуникаций и жилого микрорайона в г. Свободном для работников предприятия.
Выход на полную мощность запланирован к 1 января 2025 года.

## История
Проектировщиком и застройщиком является проектная организация АО «НИПИГАЗ».
Инвестором и заказчиком проекта строительства Амурского ГПЗ является ООО «Газпром переработка Благовещенск» (входит в Группу «Газпром»). Поставщиком основного технологического оборудования для криогенного разделения газа с получением гелия и других компонентов для нефтехимии до 2022 года являлась немецкая компания The Linde Group.
Строительство
Строительные работы начались 14 октября 2015 года. Строительством управляет компания НИПИГАЗ.
В мае 2019 года прогресс строительства достиг 33 % от общего объёма. В работах задействованы около 16 тысяч человек и 2 тысячи единиц строительной техники.
В марте 2019 на место будущего завода были доставлены первые восемь шаровых резервуаров для хранения готовой продукции (всего запланировано 20 резервуаров, объёмом 2400 м³ каждый, объединённые в три парка хранения), а также были закончены фундаментные работы для монтажа оборудования (установки криогенного разделения газа и тонкой очистки гелия) третьей технологической линии. Кроме того, на первом пусковом комплексе Амурского ГПЗ строители закончили монтаж двух детандеров сырьевого газа.

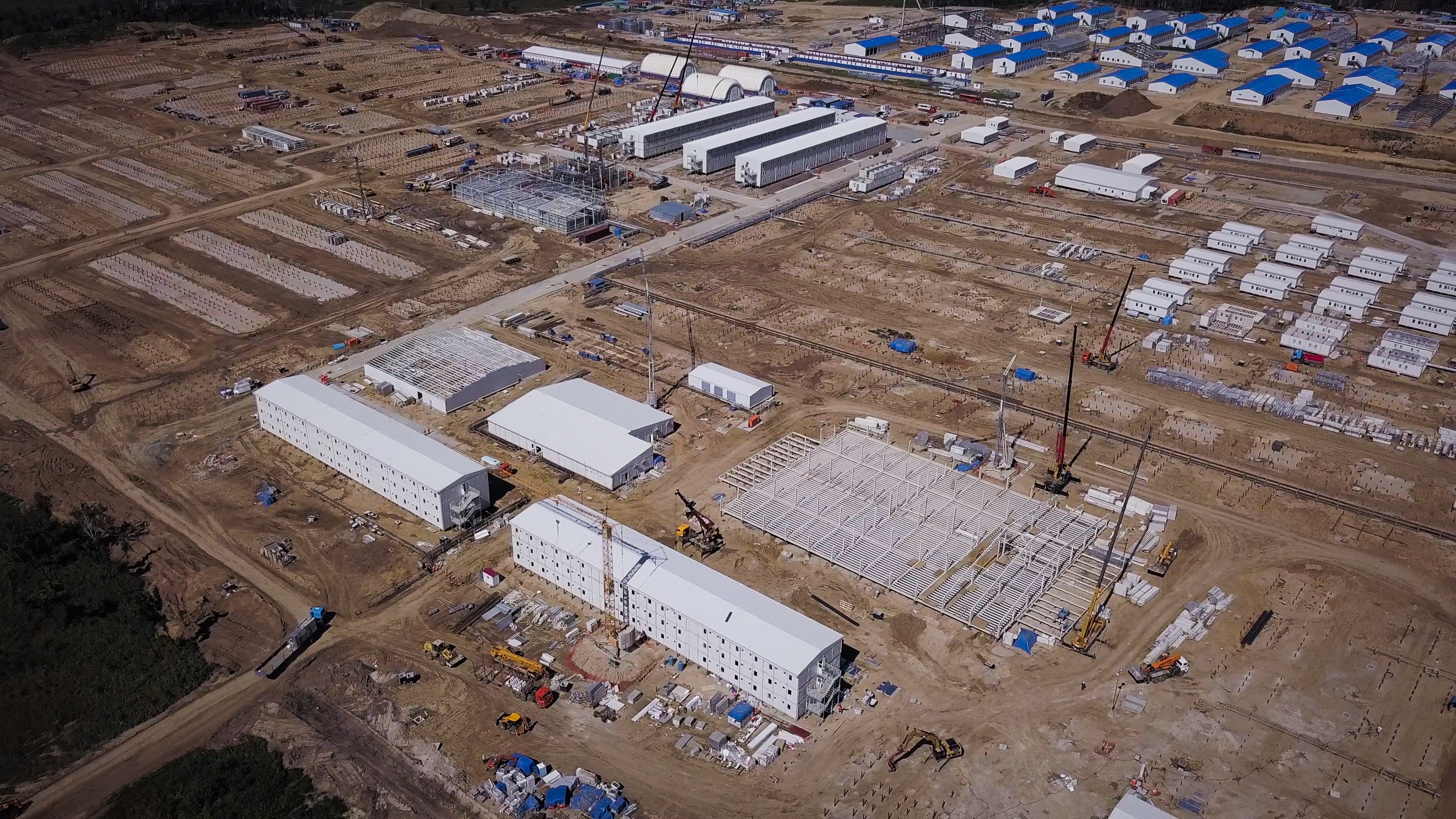
Строительство вахтового посёлка Амурского ГПЗ

Летом 2019 года морским и речным транспортом на площадку было доставлено крупнотоннажное оборудование третьей технологической линии завода.
В середине июля 2019 была установлена колонна выделения метана на третьей технологической линии завода — самое крупногабаритное оборудование третьей линии, весом 1014 т и длиной 87 м. Колонны первой и второй очередей были установлены в 2018 году.
В марте 2021 года общий прогресс строительства Амурского ГПЗ достиг 74,6 %.
Запуск первой очереди Амурского ГПЗ состоялся 9 июня 2021 г. — в работу была введена первая технологическая линия газоразделения. В сентябре 2021 года заработала вторая линия.
8 октября 2021 при проведении пуско-наладочных работ на второй технологической линии произошла разгерметизация оборудования с выбросом и возгоранием газа. 5 января 2022 года аналогичное происшествие случилось на первой технологической линии.
В марте 2022 года компания Linde заявила о прекращении реализации новых проектов в России. Однако, по словам представителей «Газпрома», уход лицензиара не повлиял на строительство завода.
28 августа 2023 года запущенные ранее две технологические линии газоразделения были введены в коммерческую эксплуатацию.
5 сентября 2023 года на гелиевый хаб была отправлена первая партия гелия.
Прогресс по проекту строительства Амурского ГПЗ к началу октября 2023 года составил 90,16 %.
К сентябрю 2024г. строительная готовность Амурского газоперерабатывающего завода достигла  92,5%.